# Guillaume d'Arzillières
Guillaume d'Arzillières est un dignitaire de l'ordre du Temple qui fut maréchal de l'ordre pendant la maîtrise de Philippe du Plaissis. Il est le fils de Guillaume Ier d'Arzillières, seigneur d'Arzillières, et de sa seconde épouse Élisabeth de Dampierre, dame de Coole.

## Biographie
Guillaume d'Arzillières est le fils de Guillaume Ier d'Arzillières, seigneur d'Arzillières, et de sa seconde épouse Élisabeth de Dampierre, dame de Coole. Il est cité avec le surnom de Seiliez dans une charte de 1189 comme témoin du don de son frère aîné Gautier Ier d'Arzillières des droits de la grange dite Bovaria à l'abbaye de la Chapelle-aux-Planches,.
Il part peu après en terre sainte avec son frère dans l'entourage du Comte Henri II de Champagne lors la troisième croisade et arrive au siège de Saint-Jean-d'Acre où son frère est tué,,.
Il est cité comme Templier dans une charte de 1190 établie aux environs d'Acre et qui est probablement en relation avec son entrée dans l'ordre. Il est ensuite nommé maréchal de l'ordre du Temple vers 1200, où il succède probablement à Adam Brion qui est encore cité à ce poste en 1198.
En 1205, il figure parmi les témoins de son cousin Vilain d'Aulnay pour son don à l'ordre du Temple de tout ce qu'il possède à Sancey.

## Source

Blason de la Maison d'Arzillières (d'argent, semé de croisettes de sable, au lion du même, armé et lampassé de gueules, brochant sur-le-tout).

- Édouard de Barthélémy, Les Seigneurs et la Seigneurie d’Arzillières, 1887.
- René Grousset, L'épopée des Croisades, 1939.
- (en) Jochen Burgtorf, The Central Convent of Hospitallers and Templars : History, Organization, and Personnel (1099/1120-1310), Leiden/Boston, Brill, 2008, 761 p. (ISBN 978-90-04-16660-8, présentation en ligne, lire en ligne)
- Emmanuel Guillaume Rey, « L'ordre du Temple en Syrie et à Chypre, les Templiers en Terre Sainte », Revue de Champagne et de Brie,‎ 1888, p. 241 à 256 et 367 à 379 (lire en ligne, consulté le 11 février 2022)